# Ornézan
Ornézan település Franciaországban, Gers megyében. Lakosainak száma 206 fő (2022. január 1.). Ornézan Sansan, Seissan, Durban, Monferran-Plavès és Traversères községekkel határos.

## Népesség
A település népességének változása:
| Lakosok száma | 210  | 216  | 225  | 248  | 230  | 229  | 229  | 226  | 219  | 206  |
|               | 1968 | 1982 | 1990 | 2006 | 2013 | 2015 | 2017 | 2019 | 2020 | 2022 |